# شهرستان مانتسرادو
شهرستان مانتسرادو (به لاتین: Montserrado County) یکی از ۱۵ شهرستان کشور لیبریا است که در غرب آن واقع شده‌است. شهرستان مانتسرادو ۱٬۹۱۲٫۷ کیلومتر مربع مساحت و ۱٬۱۱۸٬۲۴۱ نفر جمعیت دارد.